# Bett1HULKS Indoors 2020
Il Bett1HULKS Indoors è stato un torneo di tennis giocato nei campi in cemento al coperto. È stata la 1ª edizione del torneo, facente parte della categoria ATP Tour 250 nell'ambito dell'ATP Tour 2020. Il torneo si è giocato alla Lanxess Arena di Colonia in Germania, dal 12 al 18 ottobre 2020. È stato organizzato a seguito delle tante cancellazioni dovute alla pandemia di COVID-19.

## Partecipanti al singolare

### Teste di serie
| Nazionalità | Giocatore             | Ranking* | Testa di serie |
| ----------- | --------------------- | -------- | -------------- |
| Germania    | Alexander Zverev      | 7        | 1              |
| Spagna      | Roberto Bautista Agut | 10       | 2              |
| Canada      | Félix Auger-Aliassime | 22       | 3              |
| Francia     | Benoît Paire          | 26       | 4              |
| Serbia      | Filip Krajinović      | 29       | 5              |
| Polonia     | Hubert Hurkacz        | 31       | 6              |
| Germania    | Jan-Lennard Struff    | 32       | 7              |
| Croazia     | Marin Čilić           | 40       | 8              |

* Ranking al 28 settembre 2020.

### Altri partecipanti
I seguenti giocatori hanno ricevuto una wild card per il tabellone principale:
- Daniel Altmaier
- Andy Murray
- Miša Zverev

I seguenti giocatori sono passati dalle qualificazioni:

- Lloyd Harris
- Henri Laaksonen
- Oscar Otte
- Emil Ruusuvuori

I seguenti giocatori sono entrati in tabellone come lucky loser:
- Marcos Giron
- Marc Polmans

### Ritiri
Prima del torneo
- Ričardas Berankis → sostituito da  Marcos Giron
- Gaël Monfils → sostituito da  Dennis Novak
- Yoshihito Nishioka → sostituito da  Alejandro Davidovich Fokina
- Mikael Ymer → sostituito da  Marc Polmans

## Partecipanti al doppio

### Teste di serie
| Nazione   | Giocatore             | Nazione     | Giovatore     | Ranking* | Testa di serie |
| --------- | --------------------- | ----------- | ------------- | -------- | -------------- |
| Polonia   | Łukasz Kubot          | Brasile     | Marcelo Melo  | 18       | 1              |
| Francia   | Pierre-Hugues Herbert | Francia     | Nicolas Mahut | 28       | 2              |
| Sudafrica | Raven Klaasen         | Austria     | Oliver Marach | 39       | 3              |
| Messico   | Santiago González     | Regno Unito | Ken Skupski   | 98       | 4              |

* Ranking aggiornato al 28 settembre 2020.

### Altri partecipanti
Le seguenti coppie hanno ricevuto una wildcard per il tabellone principale:
- Daniel Masur /  Rudolf Molleker
- Alexander Zverev /  Miša Zverev

### Ritiri
Durante il torneo
- Ričardas Berankis

## Punti e montepremi
| Torneo              | V       | F       | SF      | QF     | 2T     | 1T     | Q    | Q2     | Q1     |
| Singolare           | 250     | 150     | 90      | 45     | 20     | 0      | 12   | 6      | 0      |
| Premi in denaro (€) | €24 880 | €19 790 | €13 195 | €9 240 | €7 425 | €5 415 | N.D. | €2 645 | €1 375 |
| Doppio              | 250     | 150     | 90      | 45     | N.D.   | 0      | N.D. | N.D.   | N.D.   |
| Premi in denaro (€) | €8 840  | €6 450  | €5 120  | €3 790 | N.D.   | €2 850 | N.D. | N.D.   | N.D.   |

## Campioni

### Singolare
Alexander Zverev ha sconfitto in finale  Félix Auger-Aliassime con il punteggio di 6-3, 6-3.
- È il dodicesimo titolo in carriera per Zverev, primo della stagione.

### Doppio
Pierre-Hugues Herbert /  Nicolas Mahut hanno sconfitto in finale  Łukasz Kubot /  Marcelo Melo con il punteggio di 6-4, 6-4.